# Roost-Warendin
Roost-Warendin és un municipi francès, situat a la regió dels Alts de França, al departament del Nord. L'any 2006 tenia 6.115 habitants. Limita al nord amb Raimbeaucourt, a l'est amb Râches, al sud amb Douai, al sud-oest amb Flers-en-Escrebieux, a l'oest amb Auby i al nord-oest amb Leforest.

## Demografia
| 1962                                       | 1968  | 1975  | 1982  | 1990  | 1999  | 2006  |
| ------------------------------------------ | ----- | ----- | ----- | ----- | ----- | ----- |
| 5.772                                      | 6.292 | 6.356 | 6.439 | 6.413 | 5.744 | 6.115 |
| Des de 1962: població sense dobles comptes |       |       |       |       |       |       |

## Administració
| Període   | Identitat          | Partit        |
| --------- | ------------------ | ------------- |
| 1984-2006 | Yves Dhainaut      |               |
| 2006-     | Lionel Courdavault | Divers gauche |